# Liberty Hill, Texas
Liberty Hill là một thành phố thuộc quận Williamson, tiểu bang Texas, Hoa Kỳ. Năm 2010, dân số của xã này là 967 người.

## Dân số
- Dân số năm 2000: 1409 người.
- Dân số năm 2010: 967 người.